# Dave Peverett

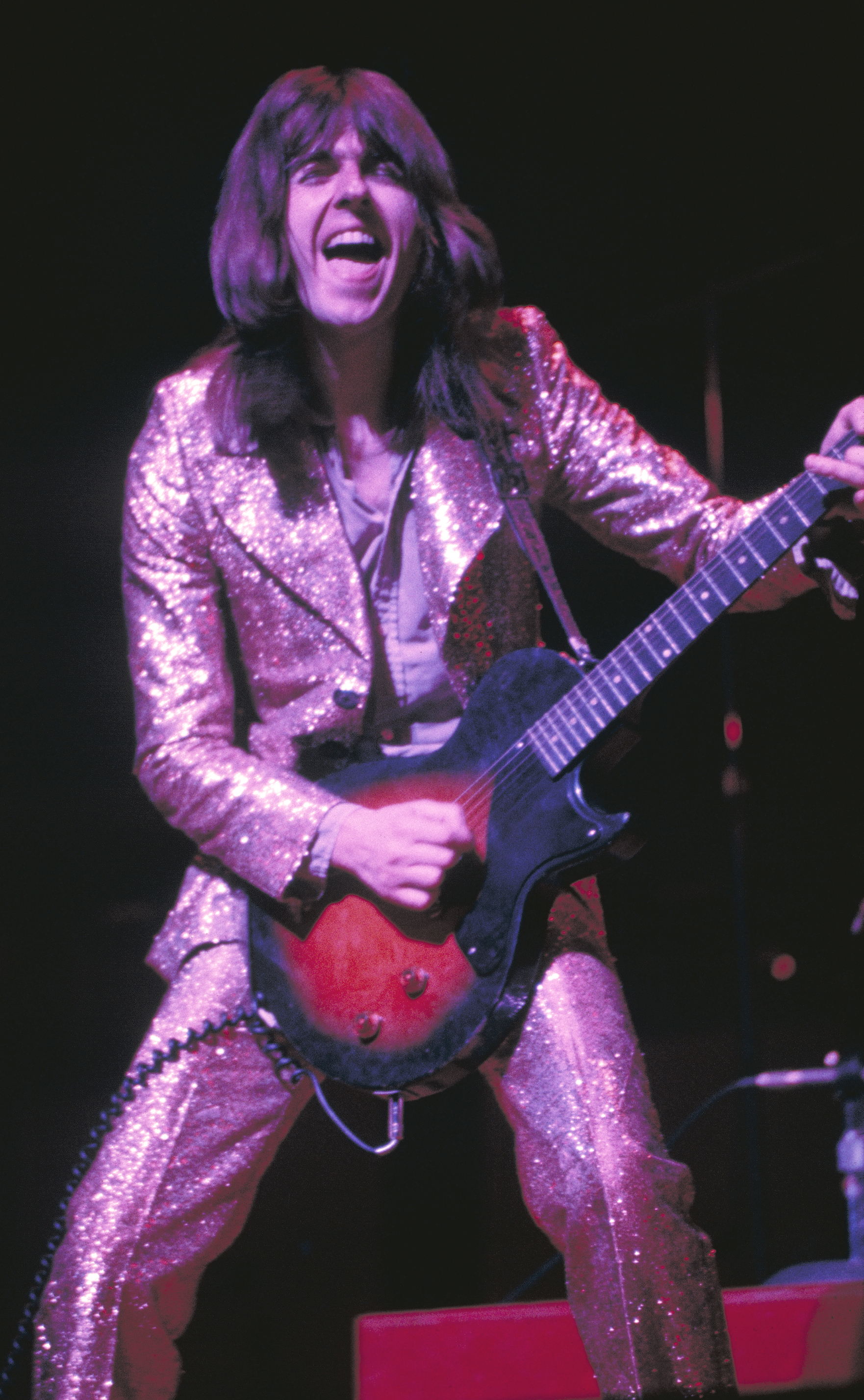
Lonesome Dave, 1973

„Lonesome Dave“ Peverett (* 16. April 1943 in Dulwich, England; † 7. Februar 2000 in Orlando, Florida) war ein britischer Blues- und Hard-Rock-Musiker. Er wurde als Frontmann der Rockband Foghat bekannt.

## Leben und Karriere
Peverett wuchs in Brixton in Süd-London auf. Zunächst spielte er in der Lokalband The Roadrunners, später wurde er Frontmann der Cross Ties Blues Band. Es folgten kurze Phasen bei der Lonesome Jax Blues Band und der Schweizer Rockband Les Questions. Schließlich kehrte er nach England zurück, wo er sich Savoy Brown als Gitarrist und Sänger anschloss.
1971 war er in London Gründungsmitglied von Foghat. Mit der Band siedelte er 1976 nach New York City über. Vierzehn Jahre lang war er Frontmann von Foghat, bis die Plattenumsätze der Band zu wünschen übrig ließen und Peverett 1985 nach England zurückkehrte. 1990 gründete Peverett Lonesome Dave’s Foghat. Die neue Band tourte als Gegenstück von den noch bestehenden Roger Earl’s Foghat durch die USA. 1993 kam es zu einer Reunion der beiden Foghat-Bands. Die Band blieb von da an in nahezu unveränderter Besetzung zusammen, bis 1999 bei Peverett Krebs diagnostiziert wurde.
Im Februar 2000 erlag Dave Peverett in Orlando (Florida) seinem Krebsleiden.

## Diskografie

### Mit Savoy Brown
- Getting to the Point (1968)
- Blue Matter (1969)
- A Step Further (1969)
- Raw Sienna (1970)
- Looking In (1970)

### Mit Foghat
- Foghat (1972)
- Foghat (‘Rock and Roll’) (1973)
- Energized (1974)
- Rock and Roll Outlaws (1974)
- Fool for the City (1975)
- Night Shift (1976)
- Foghat Live (1977)
- Stone Blue (1978)
- Boogie Motel (1979)
- Tight Shoes (1980)
- Girls to Chat & Boys to Bounce (1981)
- In the Mood for Something Rude (1982)
- Zig-Zag Walk (1983)
- Return of the Boogie Men (1994)
- Road Cases (1998)
- Decades Live (2004; Kompilation)